# Калініченко Володимир Вікторович
Володи́мир Ві́кторович Калініче́нко (нар. 5 вересня 1947 р., смт Степань, Сарненський район, Рівненська область) — український історик, доктор історичних наук, професор, завідувач кафедри історії України Харківського національного університету імені В. Н. Каразіна, заслужений працівник освіти України, дійсний член Академії історичних наук України.

## Життєпис
Володимир Вікторович Калініченко народився 5 вересня 1947 р. у містечку Степань Сарненського району Рівненської області у родині козацького походження, яку скерували в Західну Україну після завершення Другої світової війни.
1950 року родина переїхала до містечка Березне, де він навчався у школі. Після її закінчення в 1963 році вступив до Здолбунівського залізничного училища, яке закінчив 1965 р., здобувши фах помічника машиніста електровоза.
По закінченні училища був скерований на роботу в залізничне депо «Львів-Захід», і наступного року закічив при ньому середню школу робітничої молоді. Того ж року поступив на вечірнє відділення історичного факультету Львівського державного університету ім. Івана Франка. За публічний осуд політики зросійщення в СРСР його стали сприймати як поборника «буржуазного націоналізму», через що був він був змушений 1967 року залишити Львівський університет.
У 1967–1969 рр. служив у лавах Радянської Армії, де був машиністом у залізничних військах на півдні України та у Молдавії.
По завершенню строкової військової служби, Володимир Калініченко на весні 1970 р. поїхав до Харкова, де влаштувався монтажником на будівництві. Паралельно з роботою продовжував навчання на вечірньому підготовчому відділенні Харківського державного університету імені О. М. Горького. 1971 р.перейшов на денне відділення історичного факультету Харківського державного університету імені О. М. Горького, який він закінчив з відзнакою у 1976 р. Ще під час навчання він почав займатися аграрною проблематикою під керівництвом Івана Рибалки.
З 1980–1982 рр. — викладач кафедри історії України Харківського державного університету. 1981 році він захистив кандидатську дисертацію «Аграрні перетворення на Лівобережній Україні (наприкінці 1919—1923 рр.)». З 1982 по 1987 — старший викладач, а з 1987 по 1994 р. — доцент кафедри історії України Харківського державного університету.
У листопаді 1994 р. успішно захистив докторську дисертацію «Селянське господарство України в період НЕПу», а в червні 1999 р. отримав вчене звання професора кафедри історії України.
1994 р. обраний завідувачем кафедри історії України історичного факультету Харківського університету, яку очолює понині.
1999 р. обраний дійсним членом (академіком) Української Академії історичних наук. У 1995–1999 рр. — член експертної ради ВАК України, з 1999 р. — голова спеціалізованої вченої ради з захисту кандидатських і докторських дисертацій у Харківському національному університеті імені В. Н. Каразіна. Під керівництвом В. Калініченка захищено 25 кандидатських і 4 докторські дисертації.
З вересня 2002 р. очолює кафедру історії України та музеєзнавства Харківської державної академії культури, де при його активному сприянні захистилося близька 10-ти кандидатських та докторських дисертацій.
Читає загальні курси з історії України. У різні роки читав спецкурси з джерелознавства історії України, історичної географії України, історії українського націоналізму та ін.

## Сім'я
Володимир Калініченко одружений (Ірина, 1953 р. н. — працівник Музеею історії ХНУ імені В. Н. Каразіна), має дочку (Ганна, 1983 р. н.)

## Творчий доробок
Володимир Вікторович Калініченко є автором понад 150 наукових праць.
- Крестьянская поземельная община на Украине в доколхозный период // ВХУ. — 1984. — № 266. — С. 3-12.
- Селянське господарство України в доколгоспний період (1921–1929). — Х.: Основа, 1991. — 131 с.
- Селянське господарство України в період непу: іст.-екон. дослідж. — Х.: Основа, 1997. — 400 с.
- Століття поступу: Нариси з історії цукрового комбінату ім. Леніна [с-ще Чапаєве Кегичів. р-ну Харк. обл.] / В. В. Калініченко, В. В. Олянич, Є. П. Пугач. — Х.: Глобус, 1999. — 144 с.
- Політична історія України: [навч. посіб. для студ. вищих навч. закл.] / [Є. О. Бондарев, В. П. Горбатенко … В. В. Калініченко та ін.]. — К.: Академія, 2001. — 488 с.
- На межі століть: Нариси з історії ВАТ «Насінневе» — «Цукрове» [с-ще Чапаєве Кегичів. р-ну Харк. обл.] / В. В. Калініченко, Є. П. Пугач, В. В. Олянич [та ін.]. — Х.: Око, 2002. — 320 с.
- Історія міста Харкова XX століття / [Д. М. Чорний, О. М. Головко… В. В. Калініченко та ін.]. — Х.: Фоліо, 2004. — 686 с.
- Історія України. Ч. 3. 1917–2003 рр.: підруч. для іст. ф-тів вищих навч. закл. / В. В. Калініченко, І. К. Рибалка. — Х.: ХНУ, 2004. — 626 с.
- Харківський національний університет ім. В. Н. Каразіна за 200 років / [С. І. Посохов, В. І. Кадєєв … В. В. Калініченко та ін.]. — Х.: Фоліо, 2004. — 750 с.
- Історія українського селянства. Т. 2 / [О. В. Андрощук, В. К. Баран, А. В. Блануца … В. В. Калініченко та ін.]. — К.: Наук. думка, 2006. — 653 с.

## Нагороди
- Орден «За заслуги» ІІІ ст. (2008 р.) — за вагомий особистий внесок у вшанування пам'яті жертв геноциду Українського народу у зв'язку з 75-ми роковинами Голодомору 1932–1933 років в Україні, подвижницьку діяльність, спрямовану на висвітлення правди про Голодомор[1]
- Заслужений працівник освіти України (2001 р.)
- Грамотою Верховної Ради України «За заслуги перед українським народом» (травень 2005 р.)
- Почесна грамота Міністерства освіти і науки України (1997, 1999 рр.)
- Знаком «Відмінник освіти України» (1997 р.)